# Nunzia Schiano
Nunzia Schiano (Portici, 16 maggio 1959) è un'attrice italiana.

## Biografia
Nata e cresciuta a Portici, dove ha frequentato il liceo Orazio Flacco, è nota soprattutto per il ruolo della madre di Mattia Volpe in Benvenuti al Sud (2010) e riconfermata nello stesso ruolo nel sequel Benvenuti al Nord (2012), interpreta soprattutto ruoli comici, tra cui La valigia sul letto (2009), con Eduardo Tartaglia e Biagio Izzo. Schiano ha più volte collaborato con Alessandro Siani (Ti lascio perché ti amo troppo, 2006) e ha recitato nel film di Leonardo Pieraccioni Il paradiso all'improvviso (2003). Nel 2011 è nel cast di Napoletans di Luigi Russo, con Maurizio Casagrande e Massimo Ceccherini e in quello de La kryptonite nella borsa di Ivan Cotroneo.
Nel 2012 interpreta una zia del protagonista di Reality di Matteo Garrone. Nel 2015 è nel cast di Ci devo pensare di Francesco Albanese, con Francesco Albanese e Barbara Tabita. Nel 2016 interpreta la madre del protagonista Enzo Iupparello nel film Vita, cuore, battito di Sergio Colabona e nel sequel Finalmente sposi. Interpreta un ruolo anche in una puntata della prima stagione della serie televisiva L'amica geniale. Ha poi ricoperto il ruolo della governante ne Il commissario Ricciardi. Interpreta anche la moglie del boss 'o Galantommo nella quinta stagione di Gomorra - La serie. Recita poi nel film Benvenuti in casa Esposito e in due stagioni de Le indagini di Lolita Lobosco. Presta poi la sua voce per l'audio guida del Museo del Tesoro di san Gennaro.

## Filmografia

### Cinema
- Vacanze di Natale 2000, regia di Carlo Vanzina (1999)
- South Kensington, regia di Carlo Vanzina (2001)
- Il paradiso all'improvviso, regia di Leonardo Pieraccioni (2003)
- Ti lascio perché ti amo troppo, regia di Francesco Ranieri Martinotti (2006)
- Benvenuti al Sud, regia di Luca Miniero (2010)
- Sul mare, regia di Alessandro D'Alatri (2010)
- La valigia sul letto, regia di Eduardo Tartaglia (2010)
- La kryptonite nella borsa, regia di Ivan Cotroneo (2011)
- Napoletans, regia di Luigi Russo (2011)
- Benvenuti al Nord, regia di Luca Miniero (2012)
- Reality, regia di Matteo Garrone (2012)
- L'oro di Scampia, regia di Marco Pontecorvo (2013)
- Ci devo pensare, regia di Francesco Albanese (2015)
- A Napoli non piove mai, regia di Sergio Assisi (2015)
- Bruciate Napoli, regia di Arnaldo Delehaye (2016)
- Vita, cuore, battito, regia di Sergio Colabona (2016)
- Troppo napoletano, regia di Gianluca Ansanelli (2016)
- Non c'è più religione, regia di Luca Miniero (2016)
- Nove lune e mezza, regia di Michela Andreozzi (2017)
- Niente di serio, regia di Laszlo Barbo (2017)
- Dogman, regia di Matteo Garrone (2018)
- Se son rose, regia di Leonardo Pieraccioni (2018)
- Benvenuti in casa Esposito, regia di Gianluca Ansanelli (2021)
- Quasi orfano, regia di Umberto Carteni (2022)
- Il paese dei jeans in agosto, regia di  Simona Bosco Ruggeri (2023)
- Il treno dei bambini, regia di Cristina Comencini (2024)
- Il mio regno per una farfalla, regia di Sergio Assisi (2024)
- La dolce villa, regia di Mark Waters (2025)

### Cortometraggi
- Appuntamento a mezzogiorno[10], regia di Antonio Passaro (2024)

### Televisione
- La bagnante – serie TV (1997)
- Anni '50, regia di Carlo Vanzina – miniserie TV (1998)
- Il bambino di Betlemme – film TV (2002)
- Don Matteo – serie TV, episodio 7x17 (2009)
- La mia bella famiglia italiana, regia di Olaf Kreinsen – film TV (2013)
- Rimbocchiamoci le maniche – serie TV (2016)
- I bastardi di Pizzofalcone – serie TV, episodio 1x03 (2017)
- Romolo + Giuly: La guerra mondiale italiana - serie TV (2018)
- L'amica geniale – serie TV, episodio 1x06 (2018-2020)
- Il commissario Ricciardi – serie TV (2021-in produzione)
- La bambina che non voleva cantare, regia di Costanza Quatriglio – film TV (2021)
- Gomorra - La serie – serie TV, 7 episodi (2021)
- Sabato, domenica e lunedì, regia di Edoardo De Angelis – film TV (2021)
- Un posto al sole – soap opera, episodio 6000 (2022) - doppiatrice della voce fuori campo della cagnolina Bricca
- Filumena Marturano, regia di Francesco Amato – film TV (2022)
- Le indagini di Lolita Lobosco – serie TV (2023-2024)
- Imma Tataranni - Sostituto procuratore – serie TV, episodio 3x03 (2023)
- Napoli milionaria!, regia di Luca Miniero – film TV (2023)

## Teatrografia parziale
- Benvenuti in casa Esposito, regia di Alessandro Siani (2025-in corso)